# 巴氏瓊銀漢魚
巴氏瓊銀漢魚，為輻鰭魚綱銀漢魚目似鯔銀漢魚科的其中一種，被IUCN列為瀕危保育類動物，分布於巴布亞紐幾內亞Fly河上游流域，體長可達3公分，為熱帶淡水魚，棲息在底中層水域，生活習性不明。